# Lundtoft Kommune
Lundtoft Kommune i Sønderjyllands Amt blev dannet ved kommunalreformen i 1970. Ved strukturreformen i 2007 blev den indlemmet i Aabenraa Kommune sammen med Bov Kommune, Rødekro Kommune og Tinglev Kommune.

## Tidligere kommuner
Lundtoft Kommune blev dannet ved sammenlægning af 4 sognekommuner:
| Kommune | Folketal 1. januar 1970 | Byer                         |
| ------- | ----------------------- | ---------------------------- |
| Bovrup  | 676                     | Bovrup                       |
| Felsted | 2.192                   | Felsted                      |
| Kliplev | 2.115                   | Bjerndrup, Kliplev og Søgård |
| Varnæs  | 679                     | Varnæs                       |
| I alt   | 5.662                   |                              |

## Sogne
Lundtoft Kommune bestod af følgende sogne, alle fra Lundtoft Herred:
- Felsted Sogn
- Kliplev Sogn
- Varnæs Sogn, som både Bovrup og Varnæs kommuner hørte til

## Borgmestre[2]
| Navn                 | Parti                       | Periode   |
| -------------------- | --------------------------- | --------- |
| Svend A. Lauesgaard  | Venstre                     | 1970-1982 |
| Johannes Kristiansen | Venstre                     | 1982-1986 |
| Martin Buus Madsen   | Det Konservative Folkeparti | 1986-1994 |
| Karen Andresen       | Venstre                     | 1994-1998 |
| Villy Jakobsen       | Socialdemokratiet           | 1998-2002 |
| Hans Philip Tietje   | Venstre                     | 2002-2006 |

## Rådhus
Lundtoft Kommunes gamle rådhus på Gråstenvej 1 i Felsted er hjemsted for Aabenraa Kommunes KIS (Kommunalt In-house Servicekorps).